# L'Étang enchanté
Pour plus de détails, voir Fiche technique et Distribution.
L'Étang enchanté est un film muet fantastique français réalisé par Segundo de Chomón, sorti en 1907. 

## Synopsis
Au bord d'un étang, une magicienne joue avec six naïades et cinq satyres, qu'elle fait apparaitre et disparaitre avec des éclaboussures, ou derrière un drap tendu. L'étang bouillonne et fume.

## Fiche technique
- Titre : L'Étang enchanté
- Titre anglais: Enchanted Pond
- Titre allemand : Der verzauberte Teich
- Titre danois : Den forheksede Dam
- Réalisation : Segundo de Chomón
- Société de production : Pathé Frères
- Pays d'origine :  France
- Genre : Film fantastique, Film à trucs
- Durée : 1 min 30 s (60 m)

## Distribution
- Julienne Mathieu : la magicienne
- Six naïades
- Cinq satyres

## À noter
- L'actrice Julienne Mathieu est mise en scène comme la maitresse de cérémonie, contrairement aux artistes de son temps, Méliès et Blackton par exemple[1].
- Le film est tourné en extérieur.